# José Francisco Echaurren
José Francisco Echaurren González (Santiago de Chile, 1 de enero de 1854-1919), fue un político chileno, quien ejerció como intendente de la provincia de Colchagua y diputado de la República por el departamento de San Fernando.

## Biografía
Fueron sus padres, el exdiputado José Francisco Echaurren Larraín y Luisa González Ibieta. Cursó humanidades en el Instituto Nacional José Miguel Carrera. Se casó con Amelia Orrego González y tuvieron 5 hijos.

## Vida pública
Fue miembro del Partido Liberal de Chile. Se dedicó, desde muy joven, a la atención de sus intereses agrícolas. Entró a la vida pública en el año 1892, en que la Administración del almirante Jorge Montt, lo obligó, en cierta medida, a aceptar el cargo de intendente de la provincia de Colchagua, desempeñándose como tal entre el 7 de enero de 1892 y el 31 de enero de 1894.
Posteriormente fue regidor del municipio de San Fernando, como regidor del municipio de San Fernando contribuyó al mejoramiento y progreso de esa ciudad.
En 1900, los liberales de San Fernando lo llevaron a la Cámara de Diputados y los representó durante cinco periodos consecutivos: 1900-1903; fue miembro de la Comisión de Elecciones y de la Comisión Permanente de Guerra y Marina. 1903-1906; integró la Comisión Permanente de Elecciones. 1906-1909; fue miembro de la Comisión Permanente de Obras Públicas. 1909-1912; miembro de la Comisión Permanente de  Industria. 1912-1915; Comisión Permanente de Obras Públicas.
Siempre prestó mayor atención a los intereses generales, que a las vicisitudes de la política partidarista. Dejó de existir en el año 1919.